# Липшицаллее (станция метро)
«Липшицаллее» (нем. Lipschitzallee) — станция Берлинского метрополитена, расположенная на линии U7 между станциями «Йоханнисталер Шоссе» (нем. Johannisthaler Chaussee) и «Вуцкиаллее» (нем. Wutzkyallee) на пересечении улиц Липшицаллее и Хуго-Хайман-Штрассе (нем. Hugo-Heimann-Straße).

## История
Открыта 2 января 1970 года в составе участка «Бриц-Зюд» — «Цвиккауэр Дамм».

## Архитектура и оформление
Двухпролётная колонная станция мелкого заложения. Архитектор — Райнер Г. Рюммлер. Путевые стены облицованы прямоугольной кафельной плиткой светло-серого цвета, на высоте человеческого роста проходит полоса тёмно-серого кафеля. Колонны облицованы серо-коричневым кафелем. Станция имеет один выход, расположенный в центре платформы, который ведёт в одноэтажный наземный вестибюль. В южном торце платформы расположен лифт для инвалидов.